# Мейссен, Рик
Рик Мейссен (нидерл. Rick Meissen; род. 24 февраля 2002, Амстердам) — нидерландский футболист, защитник клуба «Эксельсиор».

## Клубная карьера
Мейссен — воспитанник клубов «Зебюргия» и «Утрехт». 25 февраля 2020 года он подписал профессиональный контракт с последними. 19 марта 2021 года в матче против «Хелмонд Спорт» он дебютировал в Эрстедивизи. 13 марта 2022 года в матче против ПСВ Мейссен дебютировал в Эредивизи.
30 января 2023 года подписал трёхлетний контракт с клубом «Спарта». 24 февраля в матче против бывшего клуба «Утрехт» дебютировал за роттердамский клуб.
4 августа 2025 года перешёл в роттердамский «Эксельсиор», подписав двухлетний контракт с возможностью продления ещё на один сезон.